# De rechter (strip)
De Rechter is een Nederlandse stripreeks van Jesse van Muylwijck.

## Inhoud
De hoofdpersoon van deze strip is een enigszins wereldvreemde rechter. Alhoewel hij zelf daarover zegt: "ik ben niet wereldvreemd, de wereld is vreemd!"
De Rechter speelde zich aanvankelijk voornamelijk af in de rechtszaal, en betrof vooral strafrecht. Inmiddels worden in de strip vele rechtsgebieden bestreken, en is vaak het actuele nieuws het onderwerp van de strip. De humor ligt soms in de taal, soms in het beeld, en vaak in het commentaar op de samenleving, de tijdgeest of de waan van de dag.
De rechter, de advocaten, de officier en de griffier zijn bijna altijd in toga, ook als ze op vakantie zijn en zelfs onder de douche.

## Personages
Hieronder staan de voornaamste personages van deze strip.
- De rechter, door zijn vrouw 'Beertje' genoemd
- Zijn vrouw, die de rechter goed onder de pantoffel heeft
- Twee advocaten
- De officier van justitie (met punthoofd)
- De griffier
- De notaris
- De rechtbankjournaliste en haar dochtertje
- De deurwaarder

## Publicaties
De strip verschijnt zes keer per week in onderstaande kranten:
- Dagblad van het Noorden
- Leeuwarder Courant (van 18 oktober 1993[1] t/m 31 december 2005 en 2 januari 2013 t/m heden.)
- De Gooi- en Eemlander
- Haarlems Dagblad
- Leidsch Dagblad
- IJmuider Courant
- BN DeStem
- Eindhovens Dagblad
- Noordhollands Dagblad
- De Twentsche Courant Tubantia
- De Stentor
- De Gelderlander
- Brabants Dagblad
- PZC
- Hoogeveensche Courant
- Het Parool (sinds 1 september 2005)

Daarnaast verschijnt de strip sinds april 2010 maandelijks in Maandblad de Krant. Dit is een maandblad voor Nederlandse immigranten in Canada en de Verenigde Staten.

## Albums
De strips werden ook gebundeld in een reeks stripalbums en verschenen daarnaast in enkele speciale uitgaven. 
Meesterwerkjes, een bundel van verhalen die eerder verschenen in de GPD, waarvan er 200 niet eerder in bundelvorm verschenen, was zo'n speciale bundel in 2006. 
In 2007 verscheen een stripboek dat is uitgegeven voor het Gevangenismuseum te Veenhuizen. 
Het boek Terecht of Onterecht is verschenen ter gelegenheid van '200 jaar rechtspraak in Nederland' en de daaraan verbonden tentoonstelling in het toenmalige Stripmuseum in Groningen. 
In 2013 verscheen een uitgave in het Gronings met de titel De rechter is wies mit zien waark, vertaald door Jan Glas.
In 2018 verscheen de luxe bundel De rechter is jarig. Hij is dan 25 jaren oud.
In 2019 werd een Engelstalige versie uitgebracht: Onder de naam The Judge verscheen A touch of Dutch. De opzet van de uitgave is een humoristisch beeld te geven van Nederland aan mensen buiten Nederland.
1. Verpletterend bewijs (1995)
2. Verkeerd verweer (1996)
3. Volprezen vonnis (1998)
4. Advocatureluurs (1999)
5. Rechterschap is meesterschap (2000)
6. Italiaanse toestanden (2001)
7. Een wereld van geschil (2002)
8. De gevestigde wanorde (2003)
9. Omzichtig omzien (2004)
10. Uitspraak is uitspraak (2007)
11. Mijn confrère komt zo bij u (2008)
12. Juristen laten zich niet kisten (2009)
13. Wegwijs in de wirwar (2010)
14. Hoog aangeschreven en laagdrempelig (2011)
15. De rechter lacht zich krom (2012)
16. De vermaakbare samenleving (2013)
17. Recht op rolletjes (2014)
18. Heelmeesters in de rechten (2015)
19. Held in toga (2017)
20. Hacktische tijden (2017)
21. Een uitgemaakte zaak (2018)
22. Kopzorgen en hoofdzaken (2019)
23. Achter de schermen (2020)
24. Nou dat weer (2021)
25. Lang verhaal kort (2022)
26. Heel Holland bakkeleit (2023)
27. Rechtspraakmakend (2024)

## Prijs
In 2010 ontving Van Muylwijck de Stripschapprijs voor deze strip.

## Trivia
In het voormalige kantongerechtsgebouw aan de Markt in Steenwijk was grand café De Rechter gehuisvest. Het gebouw werd door Jesse van Muylwijck deels vormgegeven, onder andere door een interpretatie van 'De Nachtwacht' in de hal. Op 27 februari 2013 is dit monumentale gebouw uit 1564 volledig uitgebrand. Op 4 oktober 2013 ging de herbouw van start. In december 2014 is dit pand geopend en draagt nu de naam 'De heren van De Rechter'.